# Антезан ла Шапел
Антезан ла Шапел (фр. Antezant-la-Chapelle) насеље је и општина у западној Француској у региону Поату-Шарант, у департману Приморски Шарант која припада префектури Сен Жан д'Анжели.
По подацима из 2011. године у општини је живело 359 становника, а густина насељености је износила 19,27 становника/km². Општина се простире на површини од 18,63 km². Налази се на средњој надморској висини од 30 метара (максималној 89 m, а минималној 18 m).

## Демографија
| 1962. | 1968. | 1975. | 1982. | 1990. | 1999. | 2011. |
| ----- | ----- | ----- | ----- | ----- | ----- | ----- |
| 334   | 383   | 333   | 352   | 353   | 339   | 359   |

График промене броја становника у току последњих година